# Alleanza Ecologista Indipendente
L'Écologie au centre è un partito politico francese di orientamento ambientalista; fondato nel 2011 col nome di Alleanza Ecologista Indipendente (Alliance écologiste indépendante - AEI), succede all'omonima coalizione elettorale lanciata nel 2009, venendo ridenominato nel 2022.
Nel febbraio 2021 ne viene annunciata la fusione con Cap21 per dar vita ad un nuovo soggetto politico, Cap écologie, ma nell'ottobre successivo le due formazioni tornano ad operare separatamente.

## Storia
Nel 2009 La France en action (FEA), Generazione Ecologia (GE) e Movimento Ecologista Indipendente (MEI) costituiscono l'Alleanza Ecologista Indipendente (AEI). La lista, guidata dai presidenti dei tre partiti (Jean-Marc Governatori di FEA, Jean-Noël Debroise di GE e Antoine Waechter del MEI), si presenta alle elezioni europee 2009 in concorrenza rispetto all'altro raggruppamento ecologista, quello di Europa Ecologia. AEI ottiene il 3,63%, senza eleggere eurodeputati.
Alle regionali 2010 AEI corre insieme al Movimento Democratico in sei regioni (Alvernia, Franca Contea, Paesi della Loira, Bassa Normandia, Piccardia e Poitou-Charentes), ad Europa Ecologia in tre regioni (Alsazia, Midi-Pirenei e Nord-Passo di Calais) e al Partito Bretone in Bretagna. In altre dieci regioni AEI corre da sola. Sono eletti consiglieri regionali tre esponenti del MEI in Alsazia e Nord-Passo di Calais. Il successivo ottobre Governatori scrive all'attrice Brigitte Bardot per proporle di essere la candidata di AEI alle presidenziali del 2012.  Waechter, non informato della missiva che recava anche il suo nome, decide di far uscire il MEI dall'alleanza. Lo stesso passo è successivamente compiuto anche da Generazione Ecologia.
Rimasto solo France en Action, Governatori annuncia il 28 marzo 2011 la trasformazione dell'AEI in partito politico. Alle europee 2014 AEI raggiunge l'1,12%, registrando un forte calo rispetto a cinque anni prima. Un parziale riscatto arriva alle regionali 2015, con l'exploit di Governatori in Provenza-Alpi-Costa Azzurra (4,08%).
Alle europee 2019 AEI si allea a Europa Ecologia I Verdi e al Partito della Nazione Corsa. La lista Europe Écologie è protagonista di un exploit (13,48%), eleggendo 13 eurodeputati. Due sono i seggi spettanti ad AEI che elegge Caroline Roose e Salima Yenbou.